# Opel 30/75 PS
L’Opel 30/75 PS est une voiture de la catégorie luxueuse construite par Adam Opel KG de 1919 à 1924 pour succéder au modèle 29/70 PS.

## Historique et technologie
La 30/75 PS était la dernière grande voiture de luxe construite par Opel à Rüsselsheim. La prédécesseur fut abandonnée fin 1914 en raison de la guerre.
Avec le plus petit modèle 21/55 PS, elle était équipée du premier moteur six cylindres de la marque. Le nouveau moteur - la prédécesseur avait encore un moteur à bloc - avait une cylindrée de 7 793 cm³ et développait 80 ch (59 kW) à 1 600 tr/min. La puissance du moteur était transmise à l’essieu arrière via un embrayage à cône en cuir, une boîte de vitesses manuelle à quatre vitesses et un arbre à cardan à deux articulations. La vitesse maximale de la voiture était de 110 km/h.
Les deux essieux rigides étaient suspendus au châssis, constitué d’un cadre en échelle en acier, par des ressorts à lames semi-elliptiques. Le frein de service agissait sur l’arbre de sortie de la transmission.
Il y avait trois styles de carrosserie : une voiture de tourisme ou une limousine Pullman à sept places et une voiture de tourisme à quatre places.
En 1924, la construction de la 30/75 PS est arrêtée.